# 君日和
「君日和」（きみびより）は、2023年6月14日に発売された風男塾の32ndシングル。

## 概要
メンバーは、柚希関汰、英城凛空、葉崎アラン、天堂太陽、胡桃沢鼓太郎、凰紫丈源、赤星良宗。

575の俳句・川柳をテーマにした楽曲で歌詞がすべて575で出来ている。
「プレバト!!」、2023年6月、7月のエンディング曲。

カップリング曲「ガンバーレ！」ははなわ書き下ろしで15周年PR大使の武器屋桃太郎、青明寺浦正、赤園虎次郎、瀬斗光黄、愛刃健水の5人も参加した総勢12人の収録曲となっている。

## 収録曲
テイチクレコード公式サイト内の紹介ページによる。

### 初回限定盤A
［CD］
1. 君日和
  - 作詞・作曲：大橋莉子、Uio　/　編曲：Uio、大橋莉子
2. ガンバーレ!
  - 作詞・作曲：はなわ　/ 編曲：小林俊太郎
3. The Sky
  - 作詞・作曲・編曲：成田忍

［DVD］
「君日和」MUSIC VIDEO

「君日和」MUSIC VIDEO メイキング

特典映像「どうする風男塾 日本一にあやかってヒット祈願」

### 初回限定盤B
［CD］
1. 君日和
2. ガンバーレ!
3. The Sky

［特典］
フォトブック（12P）

### 通常盤
［CD］
1. 君日和
2. ガンバーレ!
3. The Sky
4. 君日和（Instrumental）
5. ガンバーレ!（Instrumental）
6. The Sky（Instrumental）

［特典］
ランダムトレーディングカード（全8種）